# 大市镇
大市镇，是中华人民共和国辽宁省锦州市北镇市下辖的一个乡镇级行政单位。

## 行政区划
大市镇下辖以下地区：
大一村、大二村、大三村、大东沟村、江家村、华山村、腰沟村、边家村和高林村。